# Hans Fitting
Hans Fitting (13 novembre 1906 à Mönchengladbach - 15 juin 1938 à Königsberg) est un mathématicien allemand spécialisé en algèbre qui, avant sa mort précoce, développa d'importants concepts en théorie des groupes finis.

## Biographie
Hans Fitting était le fils d'un professeur de mathématiques de lycée et étudia les mathématiques, la physique et la philosophie à Tübingen, puis à Göttingen, où il soutint en 1931 une thèse dirigée par Emmy Noether et Richard Courant. Grâce à une bourse de la Société pour les besoins de la science allemande (de), il effectua des recherches de 1932 à 1934 à Göttingen et Leipzig. À partir de 1934, il fut assistant à Königsberg, où il passa son habilitation en 1936 et enseigna comme Privatdozent dès 1937. Il mourut d'un cancer osseux.

## Œuvre
Fitting a démontré des résultats sur la structure des groupes finis – le théorème de Fitting et le sous-groupe de Fitting sont nommés d'après lui. On lui doit aussi entre autres la décomposition de Fitting des algèbres de Lie et le lemme de Fitting.

## Sélection de publications
- (de) « Rein mathematische Behandlung des Problems der lateinischen Quadraten von 16 und von 64 Feldern », Jahresber. DMV, vol. 40,‎ 1931, p. 177-198 (lire en ligne)
- (de) « Die Theorie der Automorphismenringe abelscher Gruppen und ihr Analogon bei nichtkommutativen Gruppen », Math. Ann., vol. 107,‎ 1933, p. 514-542 (lire en ligne)
- (de) « Die Determinantenideale eines Moduls », Jahresber. DMV, vol. 46,‎ 1936, p. 195–228 (lire en ligne)
- (de) « Beiträge zur Theorie der Gruppen von endlicher Ordnung », Jahresber. DMV, vol. 48,‎ 1938, p. 77-141 (lire en ligne)